# АМО-20
АМО-20 (А-20) — экспериментальная модель грузовика завода АМО, сконструированная в 1926 — 1929 годах.

## История создания
История создания АМО-20 началась в середине 1920-х годов. Грузовой автомобиль создавали для радикальной модернизации автомобиля АМО-Ф-15. Грузоподъёмность решили увеличить до 2 – 2,5 т, разработали усиленную конструкцию заднего моста, новую заднюю подвеску, переднюю ось, карданный вал и привод тормозов. Был создан даже новый блок цилиндров двигателя со съёмной головкой. 
Такая машина наконец-то увидела свет в 1926 году. Среди руководства завода не было единого мнения о целесообразности внедрения подобного грузовика в производство. Было решено построить пробную партию из десяти автомобилей. По отзывам заводских испытателей, АМО-20 имел плавный ход и заслужил самые лестные отзывы. Уже в следующем году автомобиль запустили в производство вместе с Ф-15, а с 1928 года выпуск Ф-15 прекратили в пользу А-20. В КБ Орудийно-Арсенального треста была разработана и трёхосная версия этой машины (с одной ведущей осью), но особого преимущества перед серийными она не имела, и в производство не попала.
Экспериментальной модели присвоили индекс АМО-20 (А-20) без буквы Ф и начали её заводские испытания. Однако в 1929 году стало известно о перспективах производства на заводе АМО американских грузовиков Autocar, и программа АМО-20 была свёрнута. 
Одним из конструкторов автомобиля был советский конструктор автомобилей Евгений Важинский (1889 — 1938).